# Diecezja Islamabadu-Rawalpindi
Diecezja Islamabadu-Rawalpindi (łac. Dioecesis Islamabadensis-Ravalpindensis, ang. Diocese of Islamabad-Rawalpindi) – rzymskokatolicka diecezja ze stolicą w Rawalpindi w prowincji Pendżab w Pakistanie. Biskupstwo jest sufraganią archidiecezji Lahaur.
W 2013 w diecezji służyło 24 braci i 104 sióstry zakonne.

## Historia
6 lipca 1887 papież Leon XIII erygował prefekturę apostolską Kafiristanu i Kaszmiru. Dotychczas wierni z tych terenów należeli do diecezji Lahaur (obecnie archidiecezja Lahaur).
10 lipca 1947 papież Pius XII podniósł prefekturę apostolską Kafiristanu i Kaszmiru do rangi diecezji i nadał jej nazwę diecezja Rawalpindi.
17 stycznia 1952 z diecezja Rawalpindi odłączono leżącą w większości w Indiach prefekturę apostolską Kaszmiru i Dżammu (obecnie diecezja Dżammu-Śrinagar).
1 czerwca 1979, po zbudowaniu na terenie diecezji nowej stolicy Pakistanu – Islamabadu, zmieniono nazwę na obecną.

## Ordynariusze

### Prefekci apostolscy
- do 1900 brak danych
- Dominic Wagenaar MHM (1900–1915)
- Robert Winkley MHM (1916–1930)
- Joseph Patrick O’Donohoe MHM (1930–1947)

### Biskupi
- Nicholas Hettinga MHM (1947–1973)
- Simeon Anthony Pereira (1973–1993) następnie mianowany koadiutorem arcybiskupa Karaczi
- Anthony Theodore Lobo (1993–2010)
- Rufin Anthony (2010–2016)
- Joseph Arshad (od 2017)